# Housujärvi
Housujärvi är en sjö i Finland. Den ligger i kommunen Puolango i landskapet Kajanaland, i den centrala delen av landet, 500 km norr om huvudstaden Helsingfors. Housujärvi ligger 137,4 meter över havet. Den ligger vid sjöarna Pirttijärvi och Kalettomanlampi. Den är 0,7 meter djup. Arean är 1,52 kvadratkilometer och strandlinjen är 5,03 kilometer lång. Sjön  ingår i Kiminge älvs huvudavrinningsområde. 
I övrigt finns följande vid Housujärvi:
- Kalettomanlampi (en sjö)